# Florida Cup
| Florida Cup                          | | |
| Florida Gators                       | Florida State Seminoles | Miami Hurrinaces |
| 0Sport 0Création 0Catégorie 0Lieu(x) | 0 Football américain 0 2002 0 Universitaire 0 * Ben Hill Griffin Stadium, Gainesville - Doak Campbell Stadium, Tallahassee - Hard Rock Stadium, Miami Gardens | 0 Football américain 0 2002 0 Universitaire 0 * Ben Hill Griffin Stadium, Gainesville - Doak Campbell Stadium, Tallahassee - Hard Rock Stadium, Miami Gardens |
| Palmarès                             | | |
| Florida (2) 2008,2099                | Florida State (1) 2013 | Miami (4) 2002, 2003 2004, 2024 |

La Florida Cup aussi connu en tant que championnat de l'État de Floride, est une rivalité de football américain universitaire créée en 2002, opposant chaque année les trois universités membres de la NCAA Division I FBS que sont les Gators de l'université de Floride basée à Gainesville, les Seminoles de l'université d'État de Floride basée à Tallahassee à et les Hurricanes de l'Université de Miami basée à Miami Gardens.
Elle symbolise la suprématie au cours de la saison écoulée du football américain universitaire au sein de l'État de Floride.
Florida State et Miami sont membres de l'ACC tandis que Florida est membre de la SEC, le trophée n'est décerné que les saisons où les trois universités se rencontrent.
Avec le Beehive Boot, le Commander-in-Chief's Trophy et le Michigan MAC Trophy, la Florida Cup est l'une des rares rivalités à trois de la FBS qui remet un trophée au vainqueur.
Cependant, cette rivalité est unique en ce sens qu’elle est la seule rivalité à trois composée de trois équipes membres des conférences du Power Five (5 plus fortes conférences de la FBS) avec un trophée en jeu.
Depuis 2002, Miami a remporté 4 trophées, Florida 2, et Florida State 1.
Néanmoins, les trois équipes s'étaient régulièrement rencontrées bien avant la création du trophée en 2002, Florida remportant 15 « tournois », Miami 7 et Florida State 4.
La rivalité entre Florida et Florida State est surnommée le Sunshine Showdown et décerne le Makala Trophy, celle entre Florida et Miami, la Battle for The Seminole War Canoe en référence au trophée décerné, celle entre Florida State et Miami n'ayant pas de surnom ou dénomination officielle et ne décernant pas de trophée.

## Trophée
Le trophée a été créé en 2002 par la Florida Sports Foundation, l'organisation officielle de promotion et de développement du sport de l'État de Floride, et les Florida Championships Awards, Inc. sont sponsorisés par l'État de Floride et remis à l'Université d'État de Floride, à l'Université de Floride ou à l'Université de Miami pour avoir remporté le tournoi contre les deux autres équipes au cours de la même saison (y compris les matchs de bowl si nécessaire).
L'idée d'avoir enfin un trophée pour le vainqueur de ce tournoi entre les trois universités a été approuvée avec enthousiasme par le gouverneur de l'époque, Jeb Bush.
Le trophée a été créé par la Baldwin Hardware Corporation. Il est conçu pour être une œuvre d'art unique et pour représenter la puissance traditionnelle des principales équipes de football américain universitaire de Floride. Il mesure environ 60 cm (24 pouces) de haut et est composée de plusieurs éléments. La base est fabriquée en cerisier massif avec le contour de l'État de Floride et le ballon de football américain au sommet est en étain massif plaqué or. Le ballon est monté sur trois « piliers » incurvés et tourbillonnants en laiton massif plaqué argent qui représentent les trois programmes de football américain plus puissants de l'État, Miami, Florida et Florida State.

## Palmarès
Le classement des équipes dans les tableaux ci-dessous est celui de l'Associated Press avant la saison 2014 et celui du comité du College Football Playoff depuis 2014.
| Victoire de Miami | Victoire de Florida | Victoire de Florida State | Match nul ou à venir |

### Ere de la Florida Cup
| Saison | Vainqueur     | Florida–Florida State | Florida–Miami | Florida State–Miami |
| ------ | ------------- | --------------------- | ------------- | ------------------- |
| 2002   | Miami         | 31–14                 | 41–16         | 28–27               |
| 2003   | Miami         | 38–34                 | 38–33         | 22–14 16–14*        |
| 2004   | Miami         | 20–13                 | 27–10↑        | 16–10               |
| 2008   | Florida       | 45–15                 | 26–03         | 41–39               |
| 2013   | Florida State | 37–07                 | 21–16         | 41–14               |
| 2019   | Florida       | 40–17                 | 24–20         | 27–10               |
| 2024   | Miami         | 31–11                 | 41–17         | 36–14               |
| 2025   | À déterminer  | 29 novembre           | 20 septembre  | À déterminer        |

Notes :
↑ Match joué à l'occasion de l'Orange Bowl 2004 (saison 2003)
* Match joué à l'occasion du Peach Bowl 2004 (saison 2004)

### Avant 2002
| Saison | Vainqueur     | Florida–Florida State | Florida–Miami | Florida State–Miami |
| ------ | ------------- | --------------------- | ------------- | ------------------- |
| 1958   | Florida       | 21–07                 | 12–09         | 17–06               |
| 1959   | Florida       | 18–08                 | 23–14         | 07–06               |
| 1960   | Florida       | 03–0                  | 18–0          | 25–07               |
| 1962   | Miami         | 20–07                 | 07–06         | 17–15               |
| 1963   | Florida       | 07–0                  | 27–21         | 24–0                |
| 1964   | Florida State | 16–07                 | 12–10         | 14–0                |
| 1966   | Miami         | 22–19                 | 21–16         | 23–20               |
| 1969   | Florida       | 21–06                 | 35–16         | 16–14               |
| 1970   | Florida       | 38–27                 | 14–13         | 27–03               |
| 1971   | Florida       | 17–15                 | 45–16         | 20–17               |
| 1972   | Florida       | 42–13                 | 17–06         | 37–14               |
| 1973   | Florida       | 49–0                  | 14–07         | 14–10               |
| 1974   | Florida       | 24–14                 | 31–07         | 21–14               |
| 1975   | Florida       | 34–08                 | 15–11         | 24–22               |
| 1976   | Florida       | 33–26                 | 19–10         | 47–0                |
| 1977   | Florida State | 37–09                 | 31–14         | 23–17               |
| 1978   | Florida State | 38–21                 | 22–21         | 31–21               |
| 1979   | Florida State | 27–16                 | 30–24         | 40–23               |
| 1980   | Miami         | 17–13                 | 31–07         | 10–09               |
| 1981   | Miami         | 35–03                 | 21–20         | 27–19               |
| 1982   | Florida       | 13–10                 | 17–14         | 24–07               |
| 1983   | Florida       | 53–14                 | 28–03         | 17–16               |
| 1984   | Florida       | 27–17                 | 32–20         | 38–03               |
| 1985   | Florida       | 38–14                 | 35–23         | 35–27               |
| 1986   | Miami         | 17–13                 | 23–15         | 41–23               |
| 1987   | Miami         | 28–14                 | 31–04         | 26–25               |
| 2000   | Miami         | 30–07                 | 37–20         | 27–24               |

## Articles annexes
- Liste des matchs de rivalité en football américain universitaire de la NCAA
- Rivalité Florida-Florida State (Sunshine Showdown)
- Rivalité Florida-Miami
- Rivalité Florida State–Miami